# Equal Rights (album)
Az Equal Rights egy lemez Peter Tosh-tól 1977-ből.

## Számok
1. "Get Up, Stand Up" – 3:29
2. "Downpresser Man" – 6:25
3. "I Am That I Am" – 4:28
4. "Stepping Razor" – 5:47
5. "Equal Rights" – 5:58
6. "African" – 3:41
7. "Jah Guide" – 4:29
8. "Apartheid" – 5:31

Bonus Tracks (CD)
1. "Pick Myself Up (Live Version)" – 7:11
2. "African (Live Version)" – 4:45